# Круглино
Круглино — деревня в Дмитровском районе Московской области. Население — 10 чел. (2010). До 2005 года Круглино входило в состав Астрецовского сельского округа.
С 2005 по 2018 год находилась в составе городского поселения Яхрома.

## История
Село Круглино Каменского стана с XV века принадлежало Кирилло-Белозерскому Успенскому монастырю, по описи (Куролгино) упоминается в 1591 году. После секуляризации церковных земель село Круглино отошло Государственной коллегии экономии.
Село Круглино (Кроглино) Каменского стана было центром вотчины Кирилло-Белозерского монастыря. Куда входили ещё ближайшие деревни: Леоново и Семёшки Дмитровского уезда.
Также вотчинами монастыря в Дмитровском княжестве были села Вертлинское и Куликово с деревнями.
Богородице-рождественская церковь в Круглино была известна с XVI века. После польско-литовского нашествия храм был восстановлен в 1640 году. В 1924 году деревянный храм был закрыт и разобран.

## Расположение
Деревня расположена в центральной части района, в 700 м от южной окраины города Яхромы, на правом берегу реки Каменка (левый приток реки Яхрома), высота центра над уровнем моря 149 м. Ближайшие населённые пункты — Животино на противоположном берегу реки, Степаново в 1,5 км на запад и Муханки в 1,5 км на юго-запад.

## Население
| 2002 | 2006 | 2010 |
| ---- | ---- | ---- |
| 20   | ↘8   | ↗10  |